# Nguyễn Kinh Chi
Nguyễn Kinh Chi (1899 – 1986) là một học giả, nhà y học, chính khách Việt Nam, nguyên Thứ trưởng Bộ Y tế.

## Xuất thân và sự nghiệp
Bác sĩ Nguyễn Kinh Chi sinh năm 1899, xuất thân trong một gia đình nhà nho yêu nước tại làng Đông Thượng xã Ích Hậu, Can Lộc, Hà Tĩnh nay là làng Thống Nhất, xã Ích Hậu, Lộc Hà, Hà Tĩnh. Chú ruột ông là Nguyễn Hàng Chi, người cầm đầu phong trào Chống Thuế của Nghệ Tĩnh, bị thực dân Pháp xử chém năm 1908 tại thị xã Hà Tĩnh. Cha ông là nhà giáo dục học Nguyễn Hiệt Chi, đồng sáng lập Công ty Liên Thành và Trường Dục Thanh ở Phan Thiết, nơi Nguyễn Tất Thành có thời gian dạy học ở đây. Bản thân Nguyễn Kinh Chi cũng từng là người học trò được Nguyễn Tất Thành trực tiếp dạy dỗ tại Trường Dục Thanh.
Những hoạt động trong suốt cuộc đời Nguyễn Kinh Chi xoay quanh những công trình nghiên cứu y khoa và những trăn trở vì người bệnh. Bác sĩ Nguyễn Kinh Chi đã có 2 sáng kiến táo bạo: chủ trương bóc vỏ rừng cây canh-ki-na ở Lâm Đồng làm thuốc chữa bệnh sốt rét trước khi kháng chiến nổ ra, và thành lập Xưởng Chế tạo dụng cụ y tế ở Liên khu IV trong những ngày gian khó nhất của cuộc kháng chiến chống thực dân Pháp.
Năm 1945, Nguyễn Kinh Chi đã từ chối lời mời tham gia Chính phủ Trần Trọng Kim với chức vụ Bộ trưởng Bộ Y tế, mà bí mật tham gia nhóm Responsable của Tôn Quang Phiệt đứng dưới tôn chỉ của Mặt trận Việt Minh.
Sau ngày Cách mạng tháng Tám thành công, bác sĩ Nguyễn Kinh Chi lần lượt được Chính phủ Việt Nam dân chủ Cộng hòa tín nhiệm cử giữ nhiều chức vụ quan trọng trong ngành y tế Việt Nam. Ngay trong năm 1945, ông được cử làm Giám đốc Nha Y tế Trung Bộ. Ngày 19 tháng 11 năm 1946 ông được đề bạt chức Thứ trưởng Bộ Y tế. Ông là đại biểu Quốc hội suốt 30 năm từ 1945–1975.
Sau Cải cách Ruộng đất, bằng sự nhạy cảm của một tri thức ông mường tượng ra có điều gì đó không ổn, ông đã xin từ chức về quê dưỡng bệnh và chăm mẹ già. Sau nhiều lần trình bày khẩn thiết, ông được Thủ tướng Phạm Văn Đồng chấp thuận và viết vào sổ lý lịch "Một cán bộ cao cấp có tinh thần liêm khiết không tham quyền cố vị".
Sau đó, ông lại được đề cử làm Giám đốc Y tế Liên khu IV kiêm Trưởng ty Y tế Nghệ An, rồi Phó vụ trưởng Vụ phòng bệnh Bộ Y tế, Trưởng ty Y tế chuyên gia thuộc Cục chuyên gia Phủ thủ tướng cho đến lúc về hưu năm 1965.
Nguyễn Kinh Chi là một tri thức bản lĩnh, quyết đoán, dám chịu trách nhiệm, trung thực, tự trọng và không màng danh lợi. Tư chất đó có lẽ xuất phát từ truyền thống của một Chi Gia Trang vốn có nhiều bậc hiền tài, cương trực.
Con ruột Nguyễn Kinh Chi là nhà dân tộc học Nguyễn Từ Chi.

## Trước tác
Nguyễn Kinh Chi là tác giả cuốn Du lịch Quảng Bình và Công nghệ Quảng Bình, điều cho thấy ông là người nhận thức được rất sớm vai trò của các ngành du lịch và công nghệ trong phát triển kinh tế của đất nước. Đặc biệt, ông viết chung cùng người em trai Nguyễn Đổng Chi cuốn sách nổi tiếng Mọi Komtum, tác phẩm dân tộc học đầu tiên của người Việt viết về vùng đất Tây Nguyên. Công trình được hai tác giả thực hiện trong vòng 10 tháng vào hai năm 1933 và 1934, sau này do Mộng Thương Thư Trai xuất bản ở Huế năm 1937. Năm 2011 được Nhà xuất bản Tri thức tái bản dưới tên gọi Người Ba-na ở Kom Tum và Viện Viễn Đông bác cổ Pháp ở Hà Nội dịch sang tiếng Pháp.

## Phong tặng, vinh danh
Biểu dương và ghi nhận những đóng góp của ông, Nhà nước Việt Nam đã tặng thưởng ông Huân chương Kháng chiến chống Pháp hạng Nhất, Huân chương chống Mỹ hạng nhất và nhiều phần thưởng cao quý khác.
Tên ông được đặt cho hai con đường, tại phường Bắc Nghĩa, thành phố Đồng Hới, tỉnh Quảng Bình và thành phố Buôn Ma Thuột, tỉnh Đắk Lắk, đường Nguyễn Kinh Chi.